# Cola obtusa
Cola obtusa är en malvaväxtart som beskrevs av Adolf Engler och K. Krause. Cola obtusa ingår i släktet Cola och familjen malvaväxter. Inga underarter finns listade i Catalogue of Life.